# 바닥 (소프트웨어)
바닥은 mencoder의 프론트엔드로 바닥인코더가 제작하였다.

## 역사
- 2004년 11월  최초 개발 시작
- 2005년 3월  영문 내장 제공 시작
- 2005년 9월  중국어 내장 제공 시작
- 2006년 10월  멀티스레드 인코딩 옵션 추가
- 2008년 2월  영상 정보 정확도 향상
- 2008년 10월  MPEG-4 인코딩 기능 추가

## 특징
- mencoder가 지원하는 대부분의 기능을 별다른 재약없이 사용할 수 있다.
- 다른 형식의 파일을 avi로 변환하는 기능에 특성화되어있어, 이 기능이 가장 안정적이다.